# Eparchie jelecká
Eparchie Jelec je eparchie ruské pravoslavné církve nacházející se v Rusku.

## Území a titul biskupa
Zahrnuje správní hranice území Jeleckého, Dankovského, Dolgorukovského, Izmalkovského, Krasninského, Lev-Tolstovského, Lebedjaňského, Stanovljanského a Čaplyginského rajónu Lipecké oblasti.
Eparchiálnímu biskupovi náleží titul biskup jelecký a lebedjaňský.

## Historie
Dne 25. srpna 1906 byl zřízen jelecký vikariát orlovské eparchie. Dne 28. srpna určil Svatý synod jako sídlo biskupa Jelecký Trojický monastýr. Eparchiální orlovský biskup však určil místo pobytu orlovský biskupský dům. Dne 27. března 1918 Svatý synod rozhodl, že sídlo biskupa je v Trojickém monastýru a že vikarijní biskup má právo spravovat farnosti v Jeleckém a Livenském ujezdu.
Dne 24. září 1922 byla na valné hromadě duchovenstva jeleckého vikariátu rozhodnuto o zřízení samostatné autokefalní eparchie v čele s biskupem. Cílem takové nezávislosti byl prohlášen boj za „čistotu víry“ v souvislosti s projevy renovace, která do té doby zabrala většinu farností orlovské eparchie. Dne 8. října převzal biskup Nikolaj (Nikolskij) povinnosti vládnoucího biskupa a 15. října byly vytvořeny orgány eparchiální správy. Dne 30. listopadu 1922 byl naplánován eparchiální sjezd kléru a laiků, ale okresní výkonný výbor  Jelec rozhodl o rozpuštění eparchiální správy a zrušení sjezdu. Všichni, kdo se podíleli na organizaci samostatné eparchie, byli zatčeni a nakonec odsouzeni k různým trestům odnětí svobody. Biskup Nikolaj byl začátkem roku 1923 poslán do exilu v Zadonsku, odkud řídil eparchii až do roku 1927.
Eparchie zanikla roku 1937 kvůli masovému zatýkání a popravám duchovních.
Dne 29. května 2013 byla Svatým synodem zřízena samostatná jelecká eparchie oddělením od lipecké eparchie. Stala se součástí nově vzniklé lipecké metropole.

## Seznam biskupů

### Jelecký vikariát
- 1906–1910 Mitrofan (Afonskij)
- 1910–1914 Mitrofan (Zemljanskij)
- 1914–1917 Pavel (Vilkovskij)
- 1917–1921 Amvrosij (Smirnov)
- 1921–1921 Daniil (Troickij)
- 1921–1922 Nikolaj (Nikolskij)

### Jelecká eparchie
- 1922–1927 Nikolaj (Nikolskij)
- 1927–1927 Luka (Vojno-Jaseněckij), nepřevzal eparchii, svatořečený
- 1927–1929 Vasilij (Beljajev)
- 1929–1935 Sergij (Zverev), svatořečený mučedník
- 1935–1935 Serafim (Protopopov), dočasný administrátor
- 1935–1935 Artemon (Jevstratov)
- 1935–1937 Serafim (Protopopov)
- od 2013 Maxim (Dmitrijev)